# Dorothy Knapp
Pour les articles homonymes, voir Knapp.

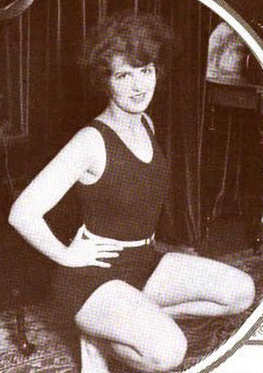
Dorothy Knapp en 1923.

Dorothy Knapp (née vers 1900) est une danseuse, actrice, Ziegfeld girl, mannequin américaine.

## Jeunesse
Dorothy Knapp est née à Chicago, ou Dallas,, selon les sources. Elle vit à New York après 1915 et danse en 1916, en compagnie de Norma Gould,,.

## Carrière
A l'adolescence, Dorothy Knapp commence à faire du mannequinat et à participer à des concours de beauté. En 1922, elle gagne le premier prix, dans la section professionnelle, du concours de beauté d'Atlantic City, « Atlantic City Pageant »,  précurseur du concours Miss America,,.  Dans un film d'actualités de 1922, elle est décrite comme « la femme parfaite ». En 1923, elle remporte le titre de  « Vénus américaine » au Madison Square Garden,.  Ses mensurations sont publiées en détail et elle est souvent photographiée en maillot de bain faisant des exercices. « Garder la forme est un plaisir avec la radio », déclare-t-elle.
Après les concours de beauté et les photographies glamour, elle participe à des revues à Broadway, The Earl Carroll Vanities (en) en 1923 (1ere édition) où Carroll la présente comme « la plus belle fille du monde ». Florenz Ziegfeld lui offre plus d'argent, l'enlève à Carroll et l'a met dans les Ziegfeld Follies de 1924 et 1925. Obtenant probablement encore plus d'argent, elle retourne aux Vanities en 1926 et 1928,,.
En 1929, malgré le fait qu'elle ne sait pas chanter, elle est choisie par Earl Carroll pour jouer à Broadway dans Fioretta. Pour Earl Carroll, qui s'était jusque-là fait un nom en tant que fournisseur de revues dénudées, c'est l'occasion de faire de sa maîtresse, Dorothy Knapp, une star, ainsi que d'envahir un domaine plus "respectable" du divertissement musical. L'échec de la revue est imputé au manque de talent musical de Dorothy. Elle est hospitalisée après avoir été renvoyée de la production,.  Des procès s'ensuivent,. Elle apparait deux fois de plus à Broadway, dans Free For All (1931) et Broadway Interlude (1936), mais les deux spectacles se terminent rapidement.
À l'écran, on la voit dans les films None But the Brave (1928), The Border Patrol (1930), Whoopee ! (1930) et Under the Cock-Eyed Moon (1930). Elle est également apparue dans certaines des premières émissions de télévision de la NBC en 1931.

## Vie privée
Knapp a été la maitresse d'Earl Carroll (en),  et a été brièvement fiancée à l'acteur Chick Chandler, neveu de l'illustrateur Howard Chandler Christy, en 1925,. 
En 1931, elle dit qu'elle va se retirer dans un couvent, peut-être au Mexique,,,,. 
En 1933, elle épouse un présentateur de radio canadien, Jack Edmond,; ils divorcent en 1934. En 1936, elle vit à Tudor City et fait des sculptures. En 1957, Walter Winchell mentionne que Knapp travaille au comptoir de bijoux d'un grand magasin et vit avec Anna May Wong.

## Modèle
Elle a été photographiée par Alfred Cheney Johnston qui a travaillé pour Florenz Ziegfeld pendant plus de 15 ans, prenant principalement des photographies publicitaires et promotionnelles des interprètes des Ziegfeld Follies. Les photos de nues, découvertes après la mort de Johnston, n'ont pas été publiés dans les années 1920.
Elle pose aussi pour Arnold Genthe et John de Mirjian (en) en 1926,.
Howard Chandler Christy fait son portrait (peinture à l'huile sur toile) vers 1924.